# 大阪俳人クラブ
大阪俳人クラブ（おおさかはいじんクラブ）は、日本の俳句団体である。1975年（昭和50年）、「かつらぎ」主宰（当時）の阿波野青畝、榎本冬一郎、「山茶花」主宰（当時）の下村非文、「運河」主宰（当時）の右城暮石が中心となり発足。日本伝統俳句協会、俳人協会、現代俳句協会の枠を超えた超結社。現会長は山下美典（河内野主宰）。平成31年7月31日現在1602名の会員が所属し、年4回の会報と年1回の吟行を開催している。初代会長は阿波野青畝、第二代会長は榎本冬一郎、第三代会長は森田峠（かつらぎ主宰（当時））、後藤比奈夫、第十代会長は山田弘子（円虹主宰（当時））、第十一代会長は豊田都峰（京鹿子主宰（当時））、第十二代会長は茨木和生（運河主宰）。